# Die fremde Frau und der Mann unter dem Bett

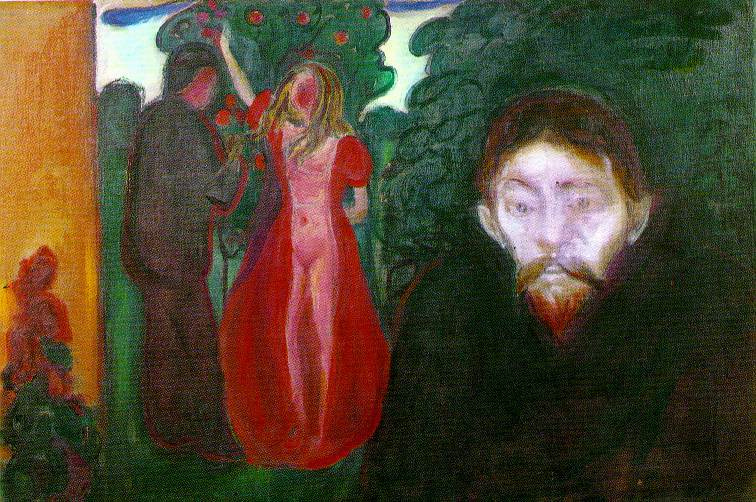
Edvard Munch: Eifersucht, 1895.

Die fremde Frau und der Mann unter dem Bett ist eine humoristische Erzählung des russischen Dichters Fjodor Michailowitsch Dostojewski. Sie erschien erstmals 1848 in zwei Teilen in der Zeitschrift „Vaterländische Annalen“. Später vereinigte Dostojewski die beiden Teile zu einer Erzählung und veröffentlichte sie 1860 in der zweibändigen Ausgabe seiner Werke. Die erste deutsche Übersetzung erschien 1920 im Musarion-Verlag in München. 
Die Erzählung schildert das unruhige Leben eines krankhaft eifersüchtigen Mannes, der beim Ausspionieren seiner Frau groteske Abenteuer erlebt.

## Inhalt
In der Erzählung mit dem Untertitel „Ein unmögliches Begebnis“ schildert der Erzähler die Geschichte eines älteren, eifersüchtigen Ehemanns, der an zwei aufeinanderfolgenden Abenden auf seinen lächerlichen Streifzügen durch Sankt Petersburg hinter seiner Gattin herjagt, um die Ungetreue in flagranti zu ertappen, mit seinem Vorhaben aber jedes Mal durch seine eigene Schusseligkeit scheitert.

### Kapitel I (Die fremde Frau)
Kapitel I beruht auf der Einzelerzählung „Die fremde Frau“ von 1848, die den Untertitel „Straßenszene“ trug.
Schabrin, ein vornehmer älterer Herr, läuft unruhig vor einem Mietshaus in Sankt Petersburg auf und ab. In dem Haus vermutet er seine Frau Glafira, deren Treue er anzweifelt. Er trifft auf Tworogow, einen jungen Mann, der ungeduldig seine Geliebte erwartet. Schabrin, in höchster Aufregung, spricht den jungen Mann unvermittelt an, schämt sich jedoch seines Anliegens, trippelt hin und her, stottert herum, schweigt, rennt davon, kommt unverhofft wieder zurück und so fort. Schließlich gibt er sich einen Ruck und fragte Tworogow schamhaft, ob er eine Dame gesehen habe, die Frau seines Freundes, er selbst sei Junggeselle, die ihm „fremde Frau“, sagt er ganz verwirrt, sei „eine Dame von anständigem Lebenswandel, das heißt leichteren Inhalts“ – so wie gewisse Romane, fügte er erklärend hinzu – und er wolle die Frau im Auftrag seines Freundes überführen. Zuerst habe er den jungen Mann für ihren Liebhaber gehalten, lasse sich aber gern überzeugen, dass er sich irre. Er verplappert sich und Tworogow errät den Namen der „fremden Frau“: Sie heißt Glafira, wie seine Geliebte. 
Beide vermuten ihre jeweilige Glafira im dritten Stock des Hauses, in dem laut Schabrin ein junger Mann namens Bobynizin wohnt. Nun erfasst auch Tworogow eine düstere Vorahnung. Die beiden beschließen, sich vor der verdächtigen Wohnung zu postieren. Alsbald öffnet sich die Tür und Bobynizin kommt heraus, zusammen mit Glafira. In gewiefter Manier besänftigt Glafira ihre drei Männer, nicht zuletzt ihren Ehemann, der offenbar nur zu gern die Augen vor der Wahrheit verschließt.

### Kapitel II (Der eifersüchtige Ehemann)
Kapitel II beruht auf der Einzelerzählung „Der eifersüchtige Ehemann“ von 1848, die wie die Gesamterzählung den Untertitel „Ein unmögliches Begebnis“ trug.
Am nächsten Abend spioniert Schabrin erneut seiner Frau hinterher. Er begibt sich in die Oper und erspäht Glafira im zweiten Rang („Sie war in der Oper und hatte doch gesagt, sie würde nicht da sein!“). Leider kann er seinen jungen Nebenbuhler nicht vom Parkett aus erkennen. Er lässt sich in seinen Sessel fallen, genau unter der „Verräterloge“. In ihm tobt ein Sturm, als urplötzlich ein parfümiertes Briefchen auf seiner Glatze landet, die „dringende“ Einladung zu einem vertraulichen Stelldichein! Wild entschlossen, Glafira zu überführen, eilt er durch die Korridore, allein Glafira ist längst entschwunden. Aber er hat ja das Briefchen, und von den tausend Frauen in der Oper kann es nur eine einzige geschrieben haben: seine Glafira, davon ist er felsenfest überzeugt.
Also eilt er nach der Vorstellung zur angegebenen Adresse, im Treppenhaus huscht ein junger Mann an ihm vorbei (Ist es der Elegant von gestern?), der durch eine offene Wohnungstür schlüpft, und Schabrin nichts wie hinterher. Wie eine „Bombe“ dringt er in das Schlafzimmer einer – unbekannten Dame. In diesem Augenblick ist das „starke Getöse einer Equipage“ zu vernehmen, die Dame des Hauses erschrickt zu Tode: Ihr Gatte kehrt zurück! Schabrin rettet sich in höchster Angst unter das Bett der Dame. Zu seinem Ungemach findet er dort den jungen Mann wieder, der nicht, wie er gemutmaßt hat, der Liebhaber jener Dame ist, sondern sich im Stockwerk geirrt hat. Nun entspannt sich ein stiller Kampf und ein grotesker Dialog zwischen den beiden, während die junge Dame sich rührend um ihren greisen Ehemann kümmert. Der junge Mann kann unbemerkt entwischen, Schabrin jedoch wird entdeckt. Er versucht, mit dämlichen Ausreden seine Unschuld zu beweisen, bis ein Lachkrampf des Ehepaars ihm die Erlösung bringt, sie lassen Schabrin in Frieden ziehen.

## Personen
Die Seitenangaben beziehen sich auf die erste Erwähnung eines Namens oder Namensteils in #Dostojewski 1921.
| Kapitel | Person                                       | Beschreibung                                                | Seiten                  |
| ------- | -------------------------------------------- | ----------------------------------------------------------- | ----------------------- |
| I+II    | Iwan Andrejewitsch Schabrin („Koko“, „Jean“) | älterer Herr, Glafiras eifersüchtiger Gatte                 | 249, 261, 269, 272, 273 |
| I+II    | Glafira Petrowna Schabrin                    | Schabrins junge Gattin, Geliebte von Tworogow und Bobynizin | 256, 261, 271           |
| I       | Iwan Iljitsch Tworogow                       | junger Mann, Geliebter Glafiras                             | 249, 250, 271, 272      |
| I       | Bobynizin                                    | junger Mann, Geliebter Glafiras                             | 261                     |
| II      | Lisa                                         | junge Frau von Alexander Demjanowitsch                      | 299                     |
| II      | Alexander Demjanowitsch                      | alter Mann, Lisas Gatte                                     | 286, 288                |
| II      | Ami                                          | Hündchen der Dame                                           | 303                     |
| II      | junger Mann                                  | ein Elegant                                                 | 282                     |

## Aufbau
Die Seitenangaben beziehen sich auf die Ausgabe #Dostojewski 1921.
Ort der Handlung: Sankt Petersburg.
| Kapitel | Seiten  | Ort                                | Szene                                                                      |
| ------- | ------- | ---------------------------------- | -------------------------------------------------------------------------- |
| I       | 249–263 | Auf der Straße vor einem Mietshaus | Schabrin sucht seine Frau Glafira, und Tworogow wartet auf seine Geliebte. |
| I       | 263–274 | Vor Bobynizins Wohnung             | Schabrin und Tworogow ertappen Glafira mit Bobynizin.                      |
| II      | 274–282 | Opernhaus                          | Schabrin findet ein verdächtiges Liebesbriefchen.                          |
| II      | 282–305 | Lisas Schlafzimmer                 | Schabrin begegnet einem jungen Herrn unter Lisas Ehebett.                  |
| II      | 305–314 | Lisas Schlafzimmer                 | Schabrin verlässt das Versteck und stellt sich dem fremden Ehepaar.        |
| II      | 314–315 | Wohnzimmer der Schabrins           | Schabrin kehrt zu Glafira nach Hause zurück.                               |

## Entstehung
Zwischen 1838 und 1849, vor der Verurteilung wegen seiner Zugehörigkeit zu den Petraschewzen, lebte Dostojewski in Sankt Petersburg, das auch der Schauplatz seiner Erzählung  Die fremde Frau und der Mann unter dem Bett ist. Im Januar beziehungsweise Dezember 1848 veröffentlichte er die beiden Einzelerzählungen Die fremde Frau und Der eifersüchtige Ehemann in der Literaturzeitschrift Vaterländische Annalen. Zwischen 1849 und 1859 wurde Dostojewski in einem Lager interniert und musste anschließend Zwangsdienst beim Militär ableisten. Als er 1859 wieder ein freier Mann war, kehrte er nach Sankt Petersburg zurück. In diesem Jahr fasste er die beiden Erzählungen von 1848 zu der Erzählung Die fremde Frau und der Mann unter dem Bett zusammen und veröffentlichte sie 1860 in der zweibändigen Ausgabe seiner Werke. Sie ist in die Kapitel I und II unterteilt, die den ursprünglichen Einzelgeschichten entsprechen, wobei Dostojewski die erste Erzählung nur geringfügig, die zweite etwas stärker anpasste.

## Ausgaben

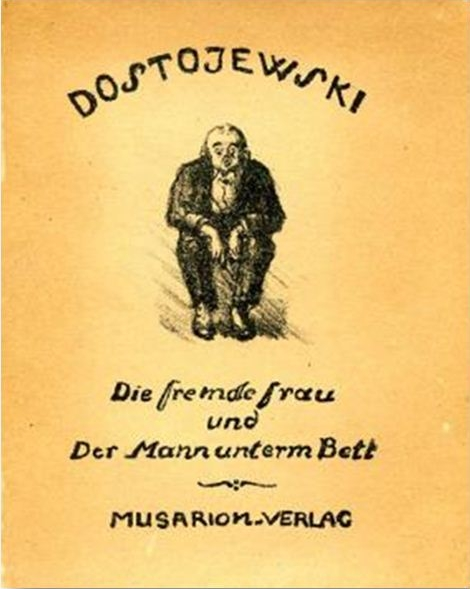
Buchdeckel.

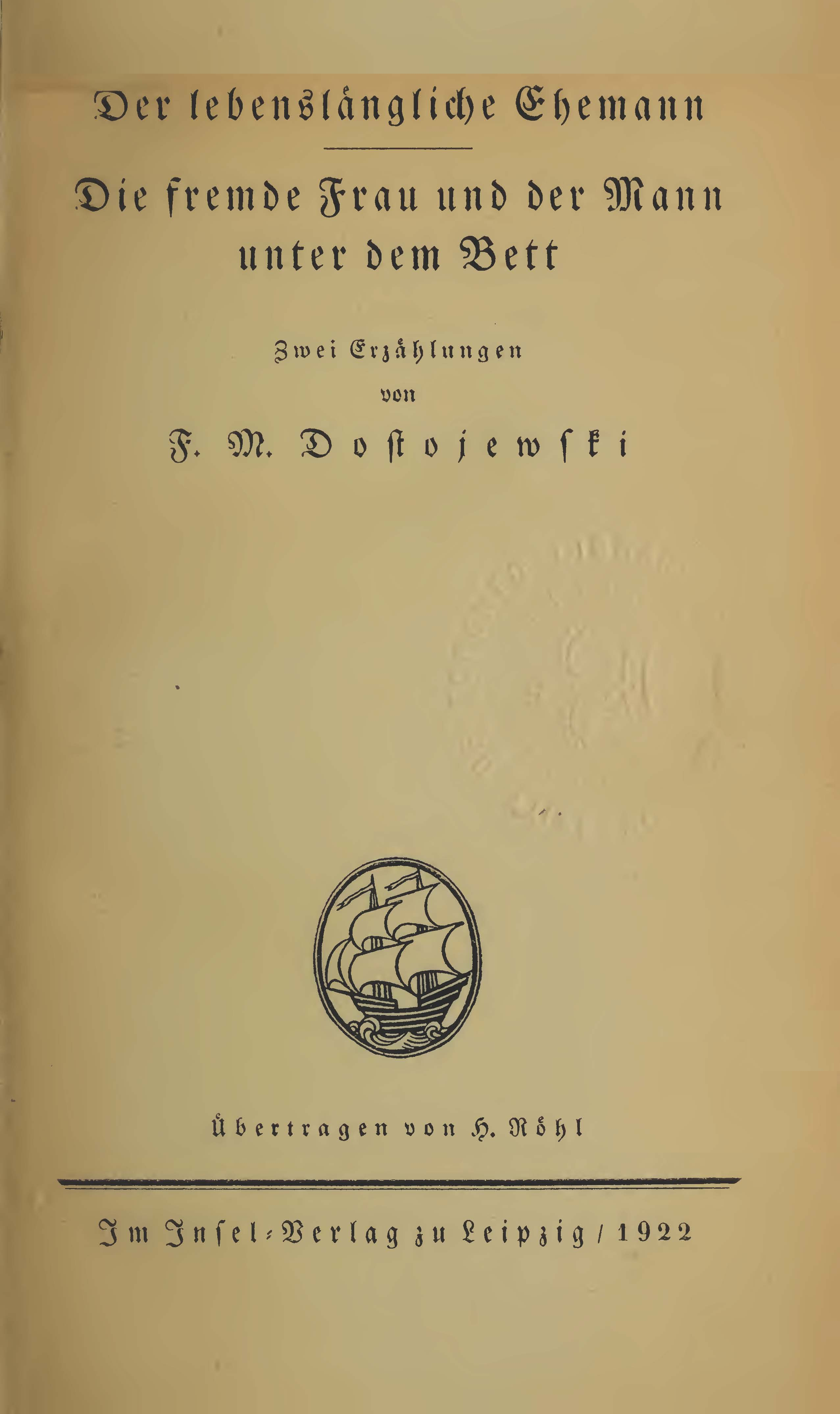
Titelblatt (Auflage von 1922).

- Чужая жена. Уличная сцена [Die fremde Frau. Straßenszene]. In: Отечественные записки [Vaterländische Annalen], Band 56, Januar 1848, Seite 50–58, online.
- Ревнивый муж. Происшестее необыкноеенное [Der eifersüchtige Ehemann. Ein unmögliches Begebnis]. In: Отечественные записки [Vaterländische Annalen], Band 56, Dezember 1848, Seite 158–175, online.
- Чужая жена и муж под кроватью. Происшестеие необыкноеенное [Die fremde Frau und der Mann unter dem Bett. Ein unmögliches Begebnis]. In: Сочинения Ф.М. Достоевского [Werke von F. M. Dostojewski], Band 1. Moskau 1860, Seite 449–500, online: , .

## Übersetzungen
Die erste deutsche Ausgabe erschien 1920 unter dem Titel „Die fremde Frau und der Mann unterm Bett“ im Musarion-Verlag in München. Sie wurde von Frida Ichak (1879–1952) übersetzt und von Anny Bernstein (erwähnt 1920–1926) reich illustriert. Die zweite deutsche Ausgabe erschien ein Jahr später 1921. Sie wurde von Hermann Röhl (1851–1923)
übersetzt und erschien zusammen mit der Erzählung „Der lebenslängliche Ehemann“ in Band 17 von Dostojewskis „Sämtlichen Romanen und Novellen“ im Insel-Verlag in Leipzig.
- Fjodor Dostojewski: Die fremde Frau und der Mann unterm Bett. Deutsch von Frida Ichak. Mit einer lithographierter Deckelzeichnung, 16 Textvignetten und zwölf ganzseitigen Steinzeichnungen von Anny Bernstein. Musarion, München 1920.
- Fjodor Dostojewski: Sämtliche Romane und Novellen, Band 17. Der lebenslängliche Ehemann. Die fremde Frau und der Mann unter dem Bett. Zwei Erzählungen. Übertragen von Hermann Röhl. Insel-Verlag, Leipzig 1921, online (Auflage von 1922).

## Bearbeitungen

### Theater
- Wladimir Jakowlewitsch Stromilow: Ревнивый муж [Der eifersüchtige Ehemann], 1900.
- Sergej Iwanowitsch Antimonow: Чужая жена и муж под кроватью [Die fremde Frau und der Mann unter dem Bett], 1910.
- Bruno Frank: Bibikoff. Lustspiel in drei Akten frei nach einer Humoreske Dostojewskis. Drei Masken, Berlin/München 1918.

### Film
- Die fremde Frau und der Mann unterm Bett, Fernsehfilm, Deutschland, 1968, Regie: Oswald Döpke. Siehe: IMDb.

- Чужая жена и муж под кроватью [Die fremde Frau und der Mann unter dem Bett], Fernsehfilm, Sowjetunion, 1984, Regie: Witali Melnikow. Siehe: youtube:, IMDb.

### Hörbücher
- Die fremde Frau und der Mann unter dem Bett, 2 CDs, Argon Verlag, Berlin 2006, ISBN 3-86610-020-5, Sprecher: Dieter Mann.
- Die fremde Frau und der Ehemann unter dem Bett, 2 MCs (Kassetten), Ascolto, Vaduz 1989, ISBN 3-905104-29-6, Sprecher: Klaus Jürgen Mad.[5]